# تیگن و سارا
تیگن و سارا (در برخی منابع فارسی: تگان و سارا) (به انگلیسی: Tegan and Sara) یک گروه ایندی پاپ/ایندی راک کانادایی است، اعضای این گروه دو خواهر دوقلو به نام‌های تیگن رین کوئین (به انگلیسی: Tegan Rain Quin) و سارا کیرستن کوئین (به انگلیسی: Sara Keirsten Quin) (متولد ۱۹ سپتامبر ۱۹۸۰) هستند که فعالیت خود را از ۱۹۹۵ آغاز کرده‌اند، تیگن و سارا از سن ۱۵ سالگی در زمینهٔ موسیقی فعالیت می‌کردند.

## آلبوم‌ها
| سال  | آلبوم                |
| ---- | -------------------- |
| ۱۹۹۹ | Under Feet Like Ours |
| ۲۰۰۰ | This Business of Art |
| ۲۰۰۲ | If It Was You        |
| ۲۰۰۴ | So Jealous           |
| ۲۰۰۷ | The Con              |
| ۲۰۰۹ | Sainthood            |
| ۲۰۱۳ | Heartthrob           |